# Список зарубежных визитов Юрия Гагарина
С апреля 1961 года — момента триумфа космонавтики СССР, — официальные и неофициальные приглашения первому космонавту Юрию Алексеевичу Гагарину поступили из восьмидесяти стран. Сведения о зарубежных визитах Гагарина того периода приведены в книгах Николая Каманина «Первый гражданин Вселенной» (1962), Николая Денисова «На орбитах мира и дружбы» (1963), «Хорошо, хорошо, Гагарин!» (1963) и Николая Смирнова «По орбите дружбы» (1963)..
Поездки, особенно первые, стали для Гагарина серьёзным испытанием: за это время он сформировался как общественно-политический деятель и популяризатор космонавтики. Как правило, космонавта сопровождала целая делегация, при этом основную ответственность нёс генерал-лейтенант Н. П. Каманин, который знал, что такое всемирная прижизненная слава, и делился опытом с Гагариным. Перед началом заграничных поездок космонавт прошёл пятидневное послеполётное обследование в Центральном научно-исследовательском авиационном госпитале в Сокольниках, во время которого он работал с корреспондентами газеты «Правда» С. А. Борзенко и Н. Н. Денисовым, делавшим записи воспоминаний Гагарина для книги «Дорога в космос».
Юрий Гагарин совершил 46 зарубежных визитов, посетив при этом 29 стран.

## Список посещённых стран
1. Австрия. 1962, май.
2. Королевство Афганистан. 1961, декабрь.
3. Болгария. 1961, май.
4. Бразилия. 1961, июль—август.
5. Великобритания. 1961, июль. 1963, октябрь. 1963, октябрь.
6. Венгрия. 1961, август.
7. Гана. 1962, февраль.
8. Германская Демократическая Республика. 1963, октябрь. 1965, май.
9. Королевство Греция. 1962, февраль.
10. Дания. 1962, сентябрь. 1964, март.
11. Индия. 1961, ноябрь—декабрь. 1961, декабрь.
12. Исландия. 1961, июль. 1961, август.
13. Канада. 1961, июль. 1961, август. 1963, октябрь. 1963, октябрь.
14. Республика Кипр. 1962, февраль.
15. Куба. 1961, июль. 1961, август. 1963, октябрь.
16. Либерия. 1962, февраль.
17. Королевство Ливия. 1962, февраль. 1962, февраль.
18. Мексика. 1963, октябрь.
19. Нидерландские Антильские острова. 1961, июль. 1961, август.
20. Норвегия. 1964, март.
21. Объединённая Арабская Республика. 1962, январь—февраль.
22. Польша. 1961, июль.
23. Соединённые Штаты Америки. 1963, октябрь.
24. Финляндия. 1961, июнь—июль. 1962, август.
25. Франция. 1963, сентябрь—октябрь. 1965, июнь. 1967, сентябрь.
26. Чехословакия. 1961, апрель.
27. Швеция. 1964, март. 1964, март.
28. Цейлон. 1961, декабрь.
29. Япония. 1962, май.

## Визиты

### Чехословакия
1. Чехословацкая Социалистическая Республика.
Период: 28—29 апреля 1961 года.
По приглашению ЦК Коммунистической партии Чехословакии, президента республики и всего чехословацкого народа.
28 апреля вылетел из Москвы (аэропорт «Внуково») в Прагу (аэропорт «Рузине») на рейсовом самолёте Ту-104 (№ 42389). С Гагариным в числе других был Н. П. Каманин.
28 апреля после приёма в Пражском Граде и встречи с рабочими машиностроительного завода ЧКД-Сталинград Гагарин осмотрел достопримечательности Праги, ознакомился с Пражским Градом, Карловым мостом, посетил Мавзолей Клемента Готвальда, побывал у памятника Национального освобождения на горе Витков. 29 апреля Гагарина принимали в советском посольстве, побывал в Староместской ратуше, получил награду в Испанском зале Пражского Града.
29 апреля вернулся на самолёте из Праги в Москву.

### Болгария
2. Народная Республика Болгария.
Период: 22—27 мая 1961 года.
По приглашению болгарского правительства.
22 мая вылетел из Адлера (аэропорт Сочи) в Софию (аэропорт София) с посадкой в Одессе на самолёте Ил-14. С Гагариным в числе других был первый начальник Центра подготовки космонавтов Е. А. Карпов.
23 мая съездил в Пловдив, где поднялся на «Холм Освободителей» с памятником советскому солдату-освободителю «Алёша»). 24 мая поездка по Болгарии: Плевен; Шипкинский перевал; Стара-Загора; село Симеоново; Варна, где посетил Военно-морской музей. 26 мая вернулся из Варны в Софию.
24 мая в Софии Гагарин участвовал в праздновании Дня болгарского просвещения, культуры и славянской письменности
27 мая вернулся на самолёте из Софии в Сочи.

### Финляндия
3. Финляндия.
Период: 30 июня — 5 июля 1961 года. 1-й визит.
По приглашению общества «СССР — Финляндия».
Выехал поездом Москва — Хельсинки. С Гагариным в числе других был Н. П. Каманин.
1 июля приехал в город Хямеэнлинна, родной город композитора Яна Сибелиуса. 2 июля посетил Тампере, где посетил Музей Ленина; затем Оулу; Кеми. 4 июля Гагарин на самолёте вернулся из Кеми в Хельсинки, где состоялась пресс-конференция. После пресс-конференции советская делегация на автомобилях съездила в Турку, древнюю столицу Финляндии.
2 июля в Кеми Гагарин участвовал в ежегодном летнем празднике советско-финской дружбы.
5 июля вернулся на самолёте в Москву.

### Великобритания
4. Великобритания.
Период: 11—15 июля 1961 года. 1-й визит.
По приглашению Дэйва Ламберта, генерального секретаря Объединённого профсоюза литейщиков Великобритании.
11 июля вылетел из Москвы в Лондон (аэропорт Хитроу) на самолёте. С Гагариным в числе других были Н. П. Каманин и Н. Н. Денисов.
11 июля Гагарин знакомился с Лондоном. 12 июля Гагарин слетал в Манчестер. 13 июля посетил Тауэр, Британскую академию наук — Лондонское королевское общество и премьер-министра Великобритании Гарольда Макмиллана в его временной резиденции — Адмиралтейском доме. 14 июля завтракал с королевой Великобритании Елизаветой II в Букингемском дворце, посетил Хайгейтское кладбище и возложил венок на могилу Карла Маркса.
Посетил 11 и 12 июля Советскую торгово-промышленную выставку в Эрлс-корте.
15 июля вернулся в Москву.

### Польша

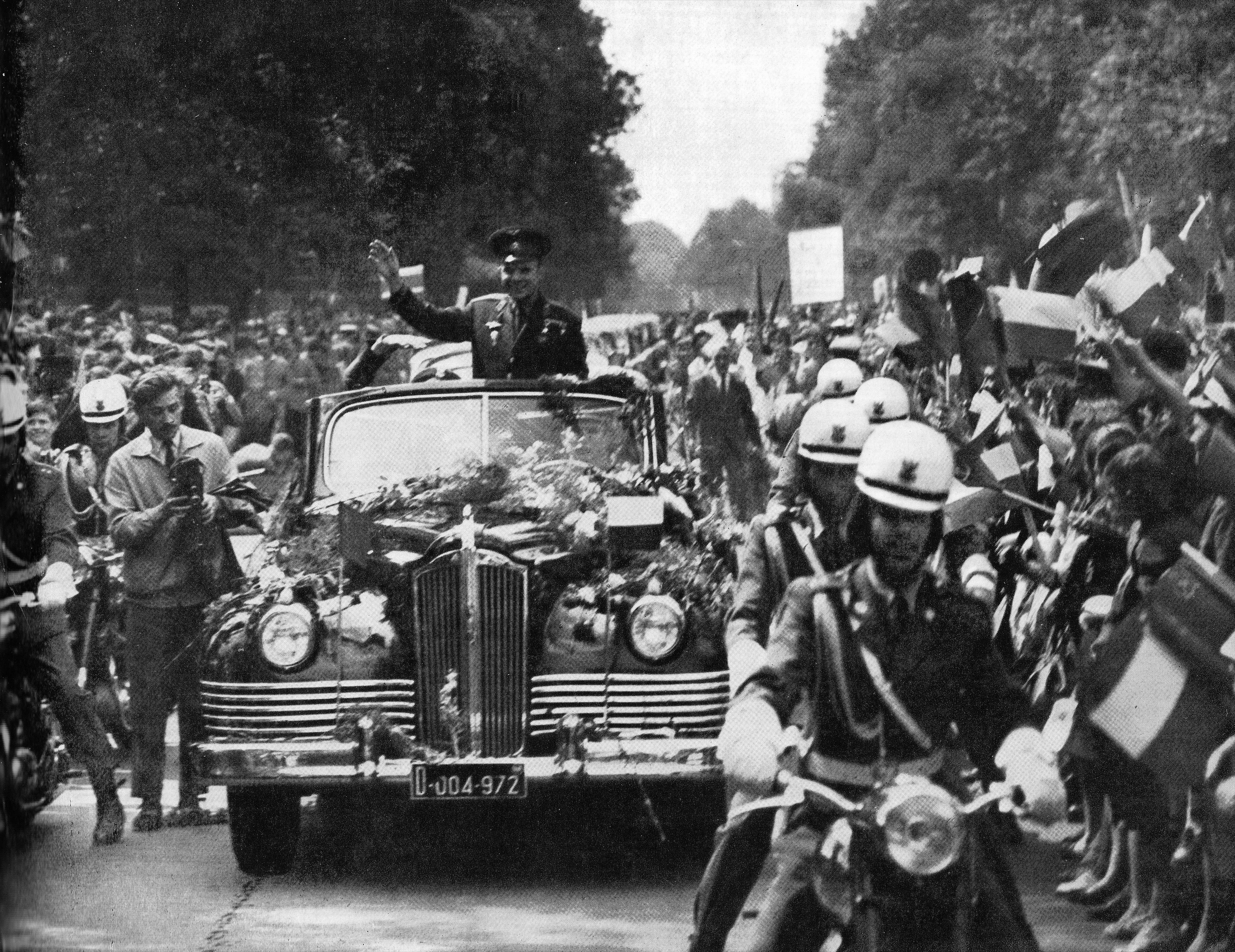
Варшава

5. Польская Народная Республика.
Период: 20—22 июля 1961 года.
По приглашению руководителей Польской Народной Республики для участия в праздновании 17-й годовщины освобождения Польши от немецко-фашистских захватчиков.
20 июля вылетел из Москвы в Варшаву (аэропорт Окенче) на самолёте.
21 июля перелетел в Катовице и поехал по соседним городам юга Польши: Хожув, Свентохловице, Руда-Слёнска, Забже и Бытом. 22 июля поехал на Ченстоховский аэродром и перелетел местным рейсом в Зелёна-Гуру.
22 июля присутствовал на общепольском слёте молодёжи в Зелёна-Гуре.
22 июля поздно вечером вернулся из Варшавы (аэропорт Окенче) на самолёте в Москву.

### Турне по Америкам
Первое турне Юрия Гагарина и сопровождающих его лиц, в том числе Н. П. Каманина, по обеим Америкам совершалось на самолёте Ил-18 (спецрейс) с бортовым номером 75708, который вылетел из аэропорта Москвы Внуково в 12 часов 23 июля 1961 года и вернулся в Москву 6 августа.

6. Исландия.
Период: 23 июля 1961 года. 1-й визит.
Повод визита: первая промежуточная посадка и заправка самолёта Ил-18 по пути из Москвы в Гавану.
В течение часа Гагарин общался в исландском аэропорту Кеблавик с солдатами и офицерами военной базы США.

7. Канада.
Период: 23—24 июля 1961 года. 1-й визит.
Повод визита: вторая промежуточная посадка, ночёвка и заправка самолёта Ил-18 по пути из Москвы в Гавану.
Гагарину пришлось переночевать в городе-аэропорте Гандер на острове Ньюфаундленд.
Вылет в Гавану рано утром 24 июля.

8. Куба.
Период: 24—27 июля 1961 года. 1-й визит.
По приглашению кубинских руководителей партии и государства.
24 июля Гагарин и сопровождающие его лица приземлились на Кубе в международном аэропорту Гаваны.
25 июля руководитель Кубы Фидель Кастро и Юрий Гагарин присутствовали на большом спортивном празднике. 26 июля, в годовщину восстания на Кубе, Гагарин возложил венок у памятника поэту Хосе Марти, а во второй половине дня участвовал в праздничном митинге.
27 июля Гагарин вылетел в Бразилию.

9. Нидерландские Антильские острова.
Период: 27—28 июля 1961 года. 1-й визит.
Повод визита: промежуточная посадка, ночёвка и заправка самолёта Ил-18 по пути из Кубы в Бразилию.
Гагарину пришлось переночевать в международном аэропорту острова Кюрасао.
Вылет в Бразилию рано утром 28 июля.

10. Бразилия.

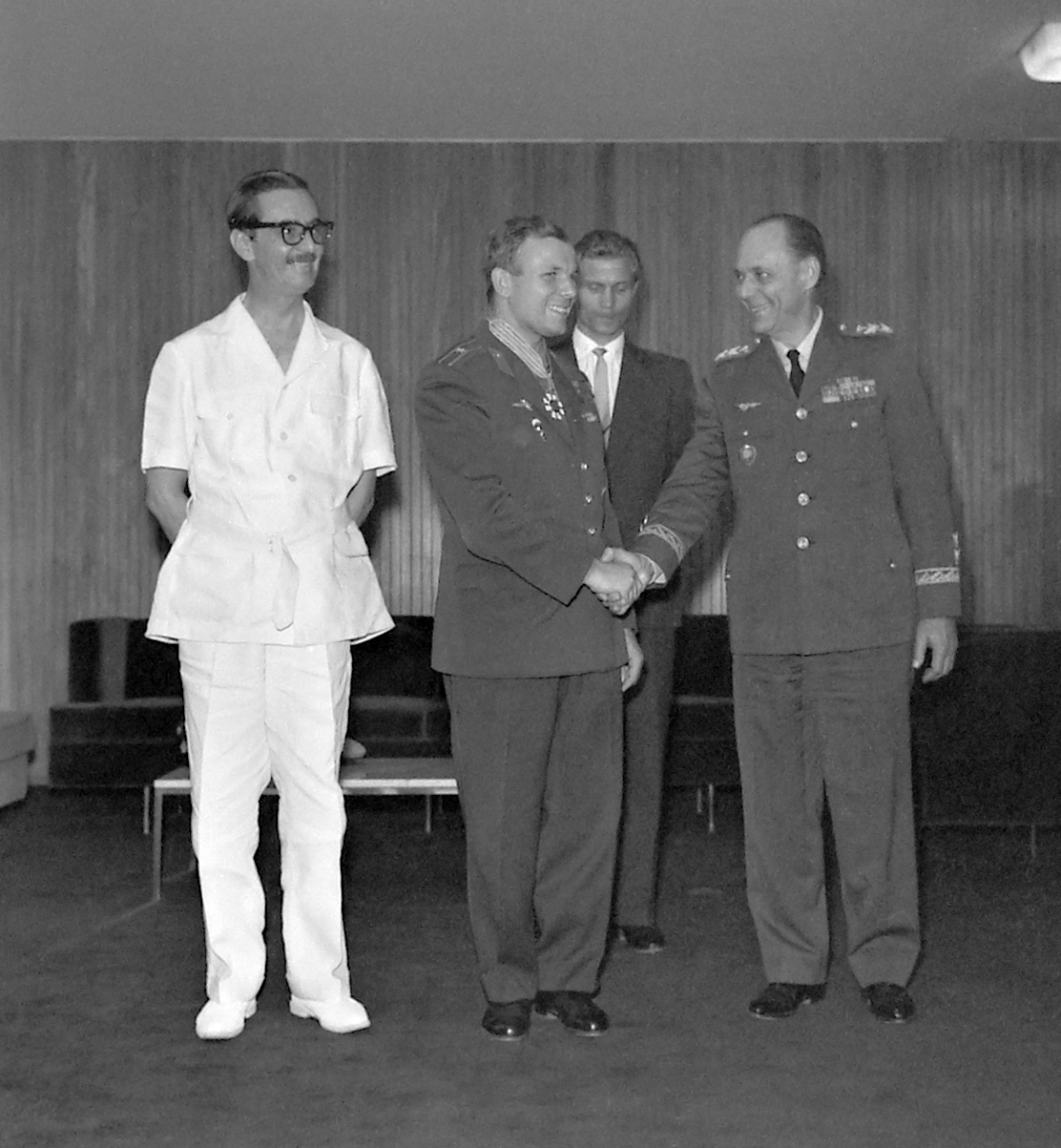
Президент Бразилии Жаниу Куадруш вручает Ю. А. Гагарину бразильский орден.

Период: 28 июля — 4 августа 1961 года.
По неожиданному приглашению бразильского правительства.
28 июля Гагарин приземлился в международном аэропорту новой столицы Бразилии Бразилиа. Встречал самолёт министр иностранных дел Бразилии, что явилось фактически началом политических контактов Бразилии и СССР. Сразу вылетели в Рио-де-Жанейро. После встреч в Рио-де-Жанейро Гагарин перелетел в Сан-Паулу. Утром 2 августа Гагарин вылетел из Сан-Паулу в Бразилиа.
Утром 4 августа вылетел в Канаду.

11. Нидерландские Антильские острова.
Период: 4 августа 1961 года. 2-й визит.
Повод визита: первая промежуточная посадка и заправка самолёта Ил-18 по пути из Бразилии в Канаду на острове Кюрасао.

12. Куба.
Период: 4—5 августа 1961 года. 2-й визит.
Повод визита: вторая промежуточная посадка и заправка самолёта Ил-18 по пути из Бразилии в Канаду.
5 августа делегация отправилась в Канаду.

13. Канада.
Период: 5—6 августа 1961 года. 2-й визит.
По частному приглашению американского промышленника, финансиста и филантропа, лауреата Международной Ленинской премии «За укрепление мира между народами» Сайруса Итона.
5 августа Гагарин прилетел в Международный аэропорт Стэнфилд Канадского города Галифакс. Сразу переехал Пагуош, вечером делегация приехала в имение Сайруса Итона близ Пагуоша.
Утром 6 августа срочно вылетел в Москву, узнав о полёте Германа Титова.

14. Исландия.
Период: 6 августа 1961 года. 2-й визит.
Повод визита: промежуточная посадка и заправка самолёта Ил-18 в аэропорту Кеблавик по пути из Галифакса в Москву.
6 августа прилетел в Москву.

### Венгрия
15. Венгрия.
Период: 19—21 августа 1961 года.
По приглашению ЦК ВСРП и правительства.
Рано утром 19 августа Гагарин прилетел из Москвы в Будапешт (аэропорт Ферихедь) с женой и младшей дочерью.
Совершил прогулку по Дунаю.
21 августа улетел с аэропорта Ферихедь в Москву.

### Турне по Южной Азии
Второе турне Юрия Гагарина с супругой и «гагаринской» делегацией, в том числе Н. П. Каманиным, по Южной Азии совершалось на самолёте Ил-18 (спецрейс), который вылетел 28 ноября 1961 года из аэропорта Москвы Внуково в Индию с двухчасовой посадкой в Ташкенте и вернулся через Ташкент в Москву поздно вечером 15 декабря.

16. Индия.
Период: 29 ноября — 7 декабря 1961 года. 1-й визит.
По приглашению правительства Индии.
Прилетел в Дели (аэропорт Палам) в 11 часов 30 минут 29 ноября. Среди встречающих была представитель премьер-министра Индира Ганди.
В Дели Гагарин возложил венок из живых цветов к мемориалу Махатмы Ганди в Радж-Гхате. 1 декабря Гагарин перелетел в Лакнау. Утром 2 декабря вылетел в Бомбей. Утром 5 декабря вылетел в Калькутту. Утром 6 декабря вылетел в Хайдарабад.
Утром 7 декабря Гагарин вылетел на Цейлон.

17. Шри-Ланка.
Период: 7—12 декабря 1961 года.
Прилетел 7 декабря в крупнейший город Шри-Ланки и её тогдашнюю столицу Коломбо (аэропорт Ратмалана).
8 декабря состоялась 500-километровая поездка по югу страны (города Панадура, Калутара, Алутгама, Амбалангода, Галле, Тангалле, Матара, Хиккадува и другие), Гагарин выступал 23 раза. 9 декабря Гагарин выступил в университете Видьяланкара и посетил город Канди. 10 декабря на британском самолёте Neron слетал на север в города Анурадхапура (древняя столица) и Джафна, обратно в Коломбо самолёт вёл Гагарин.
12 декабря вылет в Афганистан из аэропорта Ратмалана.

18. Индия.
Период: 12 декабря 1961 года. 2-й визит.
Повод визита: промежуточная посадка в Дели и заправка самолёта Ил-18 по пути из Шри-Ланки в Афганистан.

19. Афганистан.
Период: 12—15 декабря 1961 года.
Приглашён королём Афганистана.
Прилетел в Кабул (аэропорт Кабул) 12 декабря.
13 декабря Гагарин возложил венок на гробницу основателя династии Надир-шаха. Принят королём Афганистана Мухаммедом Захир-шахом. 14 декабря Гагарин прочитал лекцию в военной академии, посетил Кабульский исторический музей и Каргинское водохранилище.
15 декабря вылетел в Ташкент.

### Турне по Африке, Греции и Кипру
Третье турне Юрия Гагарина с «гагаринской» делегацией (без Н. П. Каманина) по Африке, Греции и Кипру совершалось на самолёте Ил-18 (спецрейс), который вылетел 29 января 1962 года из Москвы в Объединённую Арабскую Республику (в то время в составе одного Египта) и вернулся в Москву поздно вечером 16 февраля.

20. Объединённая Арабская Республика (ОАР).
Период: 29 января — 5 февраля 1962 года.
По приглашению вице-президента и главнокомандующего вооружёнными силами ОАР маршала А. Х. Амера.

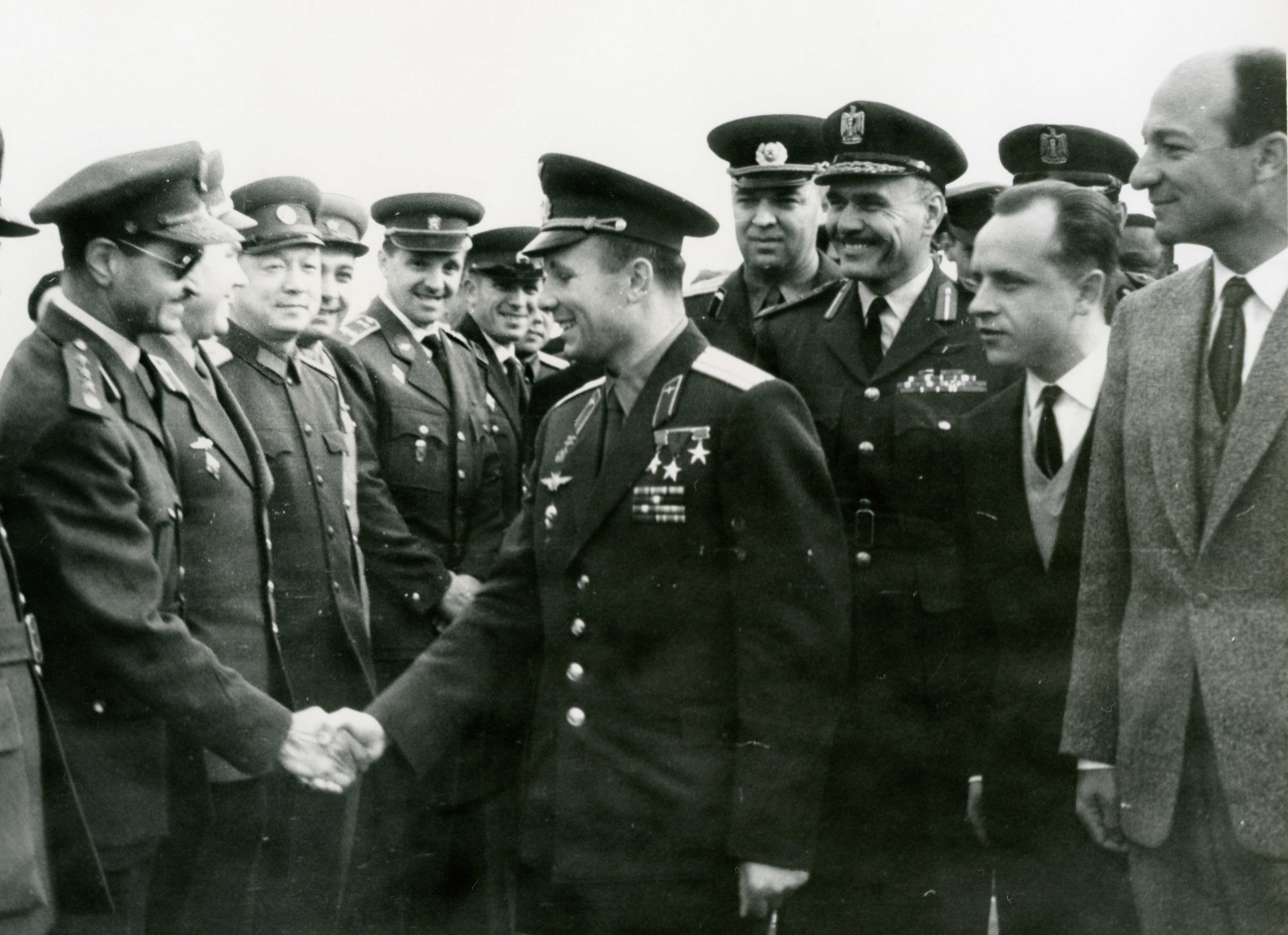
В Египте

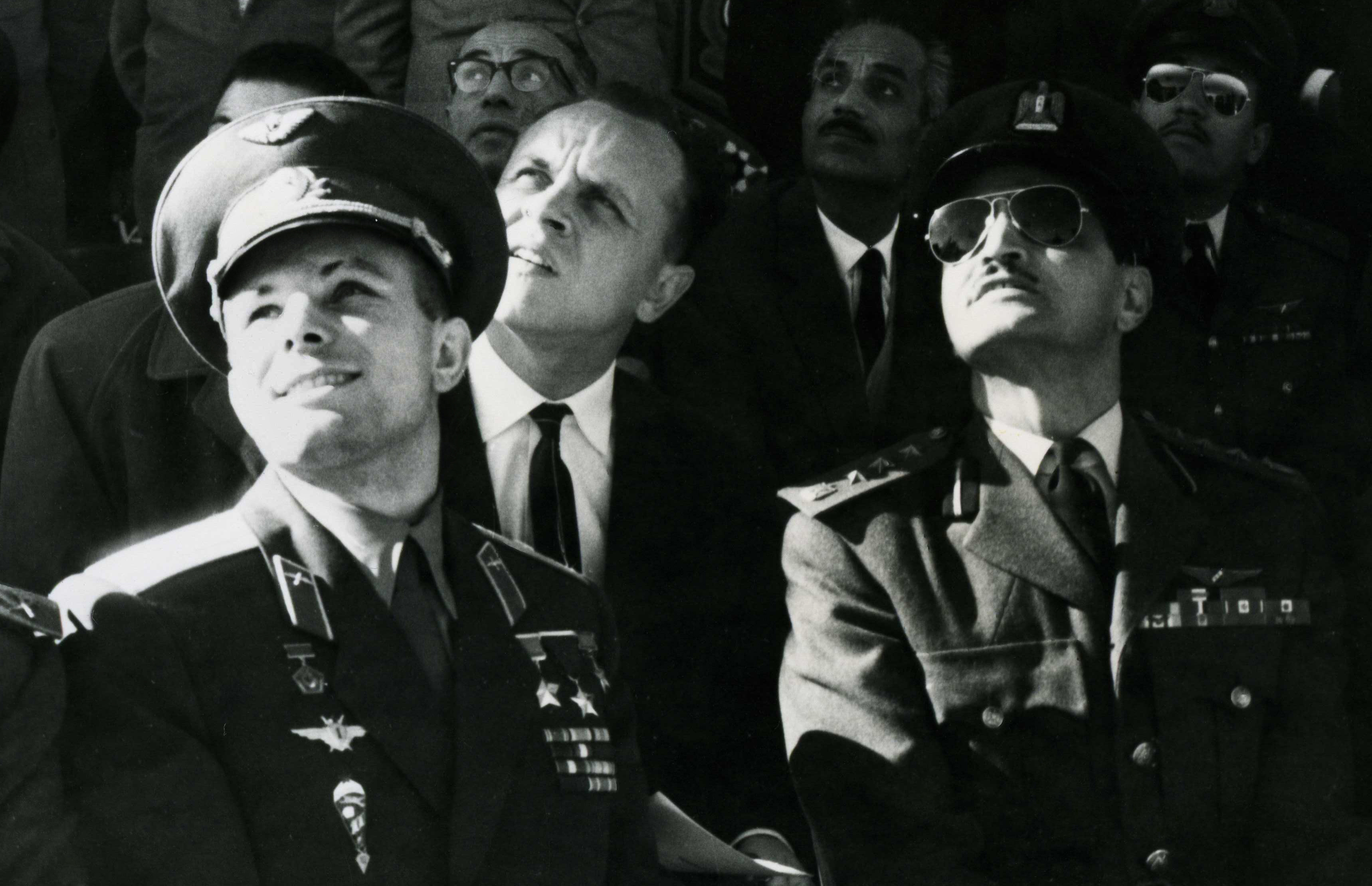
Парад на авиабазе недалеко от Каира

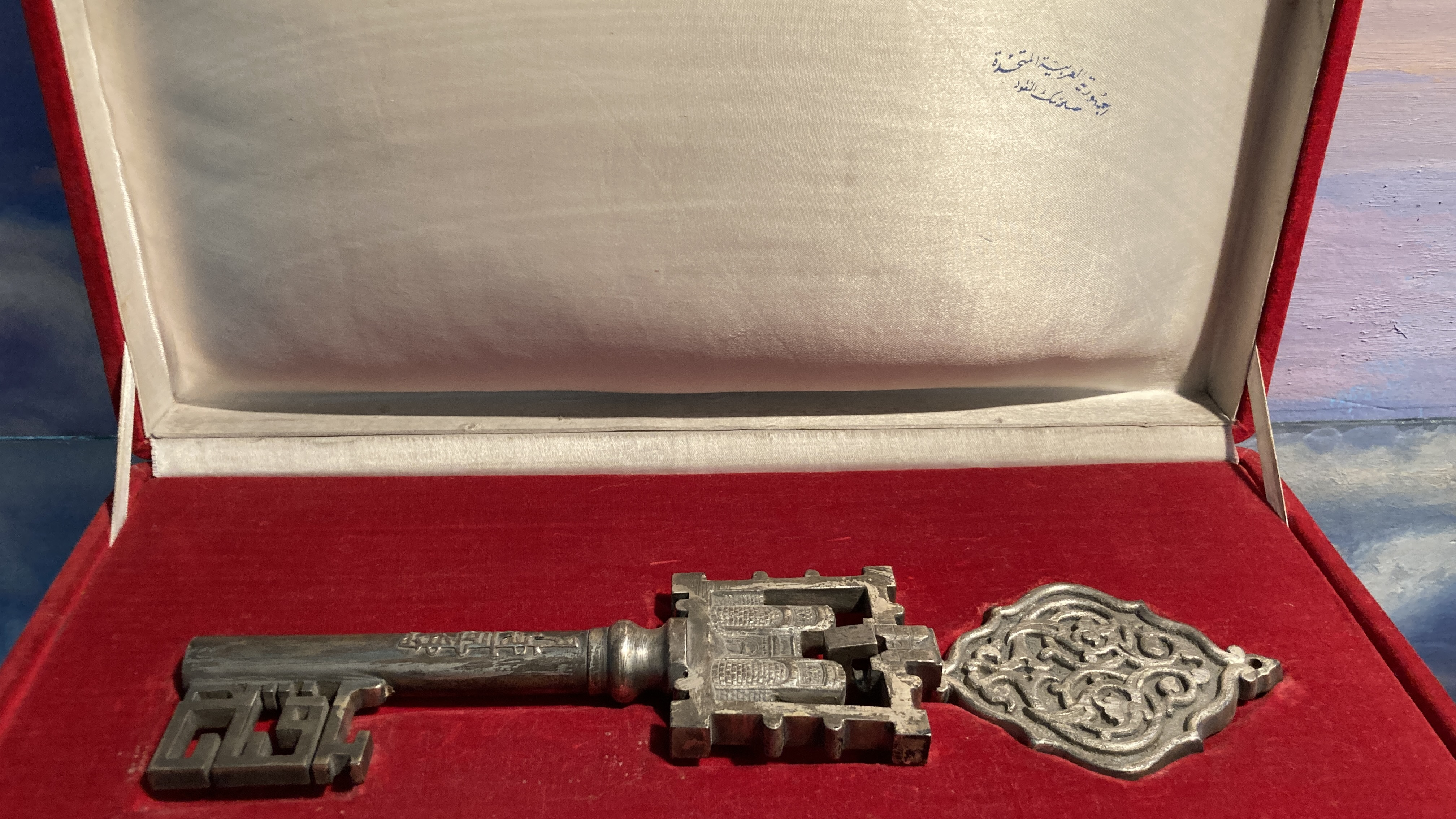
«Золотые ключи» от Каира

29 января под вечер прилетел в Каир (аэропорт Каир). Губернатор Каира Салах Дасуки вручил космонавту золотые ключи от города в качестве символа дружбы между Москвой и Каиром.
30 января слетал в города Бильбейс на авиационный парад и Порт-Саид, участвовал в прогулке по Суэцкому каналу. 31 января ездил по Каиру, побывал около пирамиды Хеопса, вечером состоялся правительственный приём. 1 февраля побывал на Хелуанской шёлкоткацкой фабрике и участвовал в митинге в честь открытия фестиваля арабской молодёжи. 2 февраля рано утром начал воздушное путешествие по Египту, посетил строительство высотной Асуанской плотины, вылетел в Луксор. 3 февраля прилетел в Александрию. 4 февраля вернулся в Каир.
5 февраля Гагарин вылетел в Либерию.

21. Ливия.
Период: 5 февраля 1962 года. 1-й визит.
Повод визита: первая промежуточная посадка в столице Ливии Триполи (аэропорт Триполи) и заправка самолёта Ил-18 по пути из ОАР в Либерию.

22. Гана.
Период: 5—6 февраля 1962 года.
Повод визита: вторая промежуточная посадка в столице Ганы Аккра (аэропорт «Котока»), ночёвка и заправка самолёта Ил-18 по пути из ОАР в Либерию. Вечером Гагарин был в самой Аккре на приёме у президента Кваме Нкрума.

23. Либерия.
Период: 6—11 февраля 1962 года.
По приглашению президента Либерии Уильяма Табмена.
6 февраля во второй половине дня прилетел в столицу Либерии Монровию (аэропорт Сприггса Пейна).
7 февраля Гагарин знакомился с Монровией, посетил её пригороды. 8 февраля поехал по стране, посетил горнорудные предприятия города-порта Бьюкенен. 9 февраля посетил территорию племени Кпелле с каучуковыми плантациями, совет вождей племени Кпелле избрал Гагарина почётным вождем. 10 февраля в Монровии состоялся прием в честь Гагарина.
11 февраля вылетел в Грецию.

24. Ливия.
Период: 11—12 февраля 1962 года. 2-й визит.
Повод визита: промежуточная посадка с ночёвкой в столице Ливии Триполи (аэропорт Триполи) и заправка самолёта Ил-18 по пути из Либерии в Грецию.

25. Греция.
Период: 12—14 февраля 1962 года.
12 февраля прилетел в столицу Греции Афины (аэропорт «Элиникон»).
12 февраля осмотрел Акрополь. 13 февраля повидался с общественными деятелями.
14 февраля вылетел на остров Кипр.

26. Республика Кипр.
Период: 14—16 февраля 1962 года.
14 февраля прилетел в столицу Кипра Никоcию (аэропорт Никосия). Был на приёме у президента Республики, посетил футбольный матч. Выехал в Лимасол.
15 февраля во второй половине дня приехал в Фамагусту. 16 февраля по дороге в Никоcию заехал в Ларнаку.
16 февраля вечером вылетел в Москву.

### Австрия
27. Австрия.
Период: 10—15 мая 1962 года.
По приглашению президента Общества австро-советской дружбы Гуго Гляйзера.
Прилетел в 9 часов 55 минут 10 мая в столицу Австрии Вену (аэропорт Швехат).
11 мая посетил на автомашине город Линц. Из Линца 12 мая поехал в концентрационный лагерь Маутхаузен, возложил венок к подножию памятника генералу Карбышеву, затем приехал в Санкт-Пёльтен, после него в обратно Вену на митинг в крупнейшем зале Австрии «Винер Штадтхалле». 14 мая с заездом в Винер-Нойштадт приехал в Грац поздно вечером. 15 мая вернулся в Вену.
Вылетел в Москву 15 мая.

### Япония
28. Япония.
Период: 21—27 мая 1962 года. Япония — 22-я страна, которую посетил Гагарин.
По приглашению Общества «Япония — СССР».
21 мая прилетел в столицу Японии Токио (Аэропорт Ханэда).
22 мая был на экскурсии по Токио. 23 мая в первой половине дня встречался со студентами Токийского университета. 24 мая прибыл в Осаку, 25 мая — в Киото, затем экспрессом в Нагою. 26 мая прилетел в Саппоро, посетил город Титосе. 27 мая вернулся в Токио. Во время пребывания в Японии Гагарин несколько раз выступал по радио и телевидению, как правило, для всей Японии.
27 мая вылетел из Японии в Хабаровск.

### Финляндия
29. Финляндия.
Период: 4—5 августа 1962 года. 2-й визит.
Как гость VIII Всемирного фестиваля молодёжи и студентов
4 августа прибыл в столицу Финляндии Хельсинки.
Участвовал в VIII Всемирном фестивале молодёжи и студентов в Хельсинки.
Отбыл 5 августа в Москву.

### Дания
30. Дания.
Период: 5—11 сентября 1962 года. 1-й визит.
5 сентября Гагарин в составе советской делегации прилетел в столицу Дании Копенгаген (аэропорт Каструп).
6 сентября встречался во дворце Амалиенборг с королём Дании Фредериком IX. 7 сентября осмотрел пивоваренный завод «Карлсберг» в Копенгагене, выступил на приёме по дворце Кристианборг. 8 сентября продолжал осматривать Копенгаген. 9 сентября посетил национальный парк развлечений «Тиволи». 10 сентября возложил цветы на могилу великого сказочника Дании Ханса Кристиана Андерсена.
11 сентября рано утром покинул Данию.

### Франция (1963)
31. Франция.
Период: 27 сентября — 3 октября 1963 года. 1-й визит.
По приглашению Международного астронавтического конгресса.
27 сентября Гагарин в 8 утра с сопровождающими лицами, в том числе Н. П. Каманиным, вылетел в Париж (аэропорт Ле-Бурже).
27 сентября посетил могилу Неизвестного солдата, поднялся на Эйфелеву башню и осмотрел Париж. 28 сентября посетил Стену коммунаров на парижском кладбище Пер-Лашез. 29 сентября посетил город Довиль, в городе искусств и истории Нанте Гагарин возложил цветы к памятнику Жанны Д’Арк. 30 сентября выступил на заседании конгресса ЮНЕСКО, съездил в пригород Парижа Иври. 1 октября Гагарину вручили премию Галабера по астронавтике. 2 октября был на обеде у Мориса Тореза.
3 октября во второй половине дня вылетел в Москву.

### Турне по Северной Америке и Европе
Четвёртое турне Юрия Гагарина и сопровождающих его лиц, в том числе Н. П. Каманин, по Северной Америке и Европе совершалось на самолёте Ил-18 (спецрейс), который вылетел из Москвы 9 октября 1963 года с посадкой в Риге (аэропорт Румбула) и Великобритании и вернулся в Москву 22 октября.

32. Великобритания.
Период: 9 октября 1963 года. 2-й визит.
Повод визита: первая промежуточная посадка и заправка самолёта Ил-18 по пути из Москвы в Гавану.
9 октября прилетел в Престуик (аэропорт Прествик).
Вылетел в Канаду 9 октября.

33. Канада.
Период: 9—10 октября 1963 года. 3-й визит.
Повод визита: вторая промежуточная посадка, ночёвка и заправка самолёта Ил-18 по пути из Москвы в Гавану.
9 октября прилетел в Гандер (аэропорт Гандер).
Вылетел в Гавану 10 октября.

34. Куба.
Период: 10—12 октября 1963 года. 3-й визит.
10 октября прилетел в Гавану (аэропорт имени Хосе Марти). Среди встречающих была Валентина Терешкова.
11 октября Гагарин и Терешкова совершили поездку в пригород Гаваны.
12 октября рано утром Гагарин и Терешкова вылетели в Мексику.

35. Мексика.
Период: 12—15 октября 1963 года.
По приглашению Международной авиационной федерации (ФАИ).
12 октября прилетели в столицу Мексики Мехико (аэропорт Мехико).
13 октября присутствовали на заседании 56-й генеральной конференции ФАИ, осмотрели Мехико.
14 октября посетили университетский городок.
15 октября вылетели в США.

36. Соединённые Штаты Америки.
Период: 15—16 октября 1963 года.
По приглашению Генерального секретаря ООН У Тана.
15 октября прибыли в Нью-Йорк.
16 октября посетили штаб-квартиру Организации Объединенных Наций, выступили перед сотрудниками аппарата и журналистами.
16 октября вылетели в ГДР.

37. Канада.
Период: 16 октября 1963 года. 4-й визит.
Повод визита: первая промежуточная посадка, ночёвка и заправка самолёта Ил-18 по пути из Нью-Йорка в ГДР.
16 октября прилетели в Гандер (аэропорт Гандер).
Вылетели в Великобританию 16 октября.

38. Великобритания.
Период: 16—17 октября 1963 года. 3-й визит.
Повод визита: вторая промежуточная посадка, ночёвка и заправка самолёта Ил-18 по пути из Нью-Йорка в ГДР.
16 октября прилетели в Престуик (аэропорт Прествик).
Вылетели в ГДР 17 октября.

39. Германская Демократическая Республика.
Период: 17—22 октября 1963 года. 1-й визит.

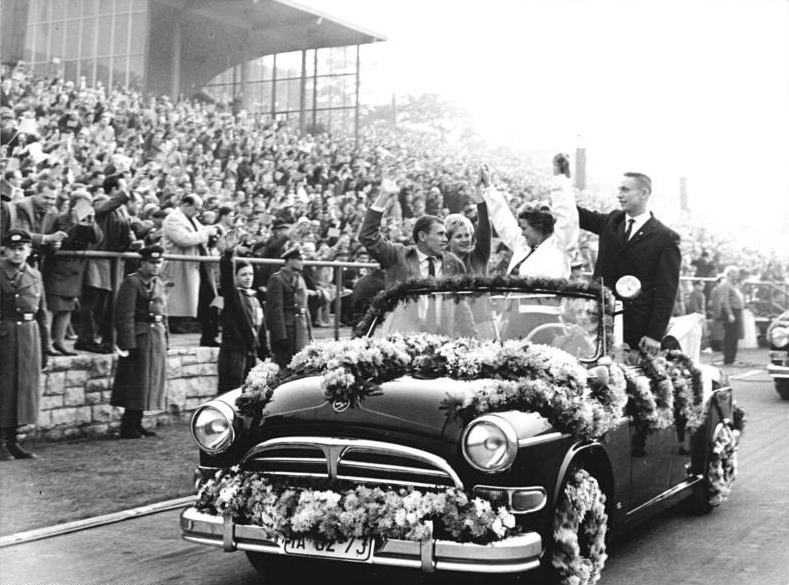
В Берлине

По приглашению правительства Германской Демократической Республики (ГДР) Гагарин и Терешкова прибыли в Берлин (аэропорт Берлин-Шёнефельд).
Вылетел в ГДР 17 октября.
18 октября Гагарин совершил поездки в города Йену и Эрфурт.
19 октября космонавты посетили первый в истории ГДР «Бал космонавтов».
20 октября посетили части Группы советских войск в Германии.
22 октября Гагарин вернулся в Москву.

### Скандинавия

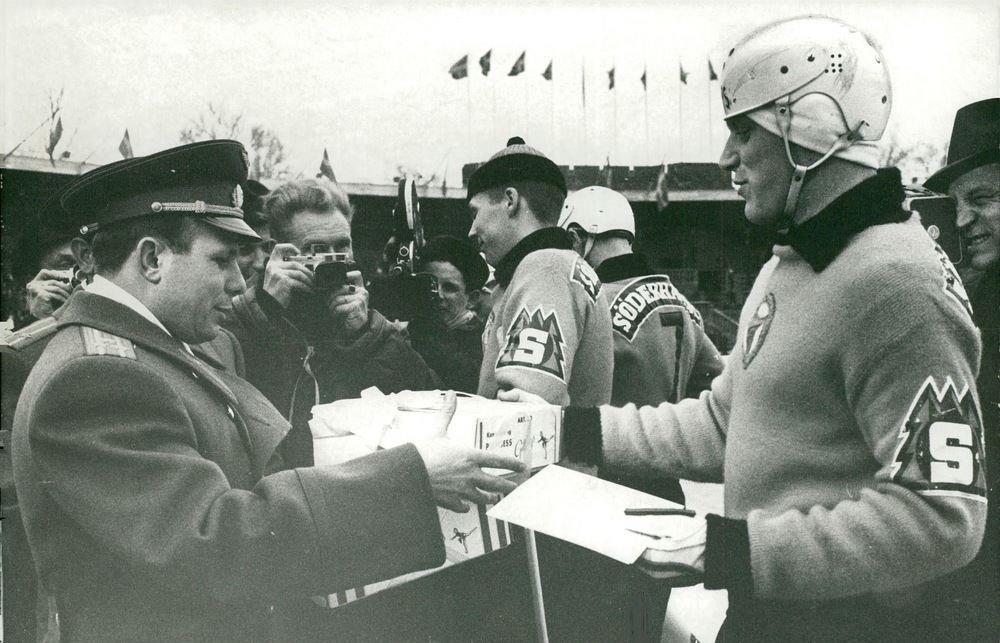
Гагарин и Горан «Даллас» Седвалл. Стокгольм, 2 марта 1964 года.

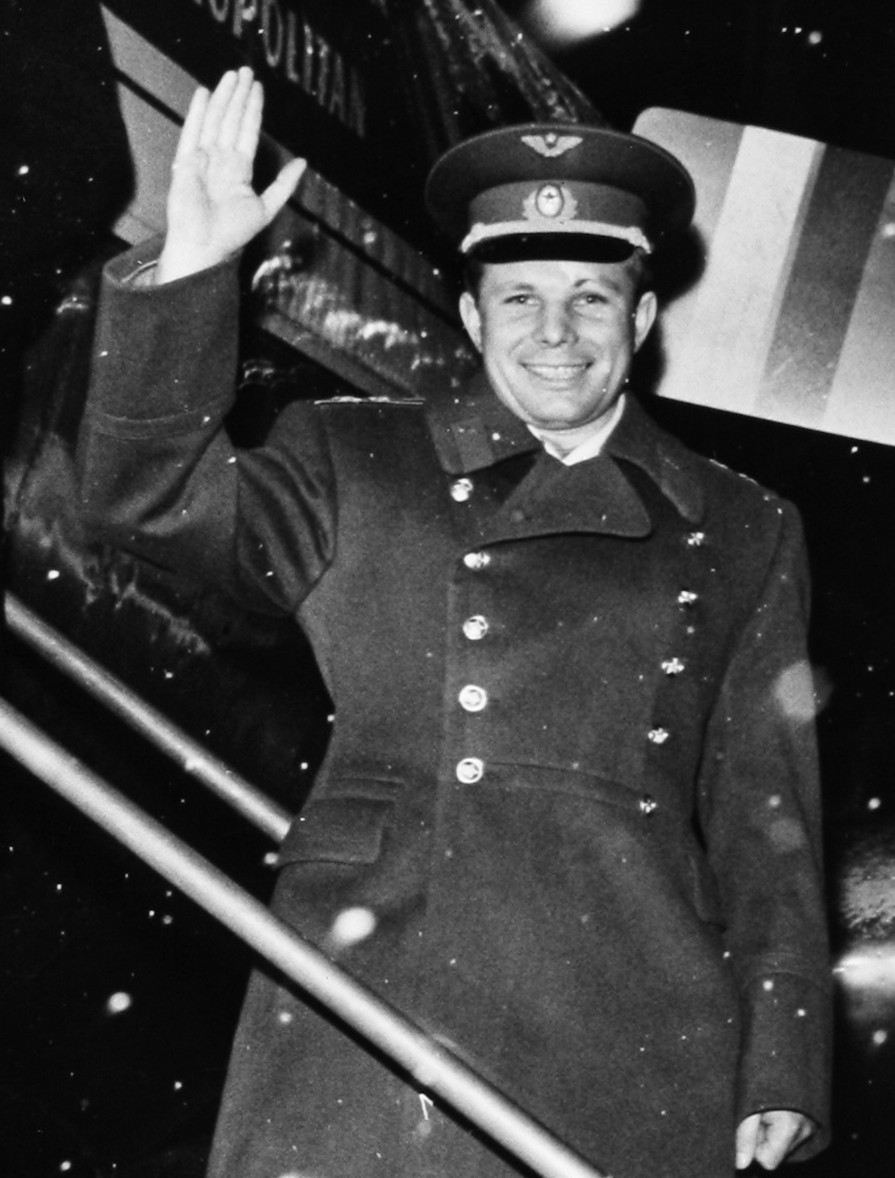
Швеция, 4 марта 1964 года.

Пятое турне Юрия Гагарина и сопровождающих его лиц, в том числе Н. П. Каманин, по Скандинавии совершалось на самолёте Ил-18 (спецрейс), который вылетел из московского аэропорта Шереметьево 1 марта 1964 года и вернулся в Москву 16 марта.
40. Швеция.
Период: 1—4 марта 1964 года. 1-й визит.
1 марта прилетел в столицу Швеции Стокгольм (аэропорт Стокгольм-Арланда).
2 марта рано утром выехал в пригород Стокгольма, посетил гимназию, заводы фирмы «Эрикссон». 3 марта Юрий Гагарин и Валерий Быковский осматривали Стокгольм. Затем их принял король Швеции Густав VI Адольф. Во второй половине дня Гагарин вылетел в Гётеборг. 4 марта знакомился с Гётеборгом.
4 марта во второй половине дня Гагарин вылетел из Гётеборга в шведский город Мальмё через Копенгаген.

41. Дания.
Период: 4—5 марта 1964 года. 2-й визит.
Повод визита: пересадка на другой самолёт по дороге из Гётеборга в Мальмё.
4 марта вечером прилетел в столицу Дании Копенгаген рейсовым самолётом.
4 марта прогулялся по Копенгагену.
5 марта утром вылетел из Копенгагена рейсовым самолётом.

42. Швеция.
Период: 5—7 марта 1964 года. 2-й визит.
5 марта утром, рейсовым самолетом, Гагарин и сопровождающие его лица прибыли в город Мальмё.
5 марта совершил поездку по городу. 6 марта рано утром Гагарин возвратился в Стокгольм.
7 марта поздно вечером Гагарин и Быковский вылетели в Норвегию.

43. Норвегия.
Период: 7—16 марта 1964 года. 2-й визит.
7 марта Гагарин и Быковский поздно вечером прилетели в столицу Норвегии Осло (аэропорт Осло-Форнебу).
8 марта осматривали достопримечательности Осло. 9 марта вечером в советском посольстве на товарищеском ужине сотрудники посольства поздравили Гагарина с днём рождения. 10 марта выехали на побережье Норвежского моря в город Берген, Гагарин посетил музей Грига. 11 марта по просьбе рыбаков Гагарин вышел в море на лов рыбы. 12 марта начался визит в город Ставангер, Гагарин осмотрел город, побывал в порту. 13 марта Гагарин был гостем жителей города Сарпсборг. 14 марта Гагарин возвратился в Осло. 15 марта посетил город Тронхейм, осмотрел паровозоремонтный завод. Вернувшись в Осло, провел пресс-конференцию.
16 марта Гагарин вылетел в Москву.

### ГДР

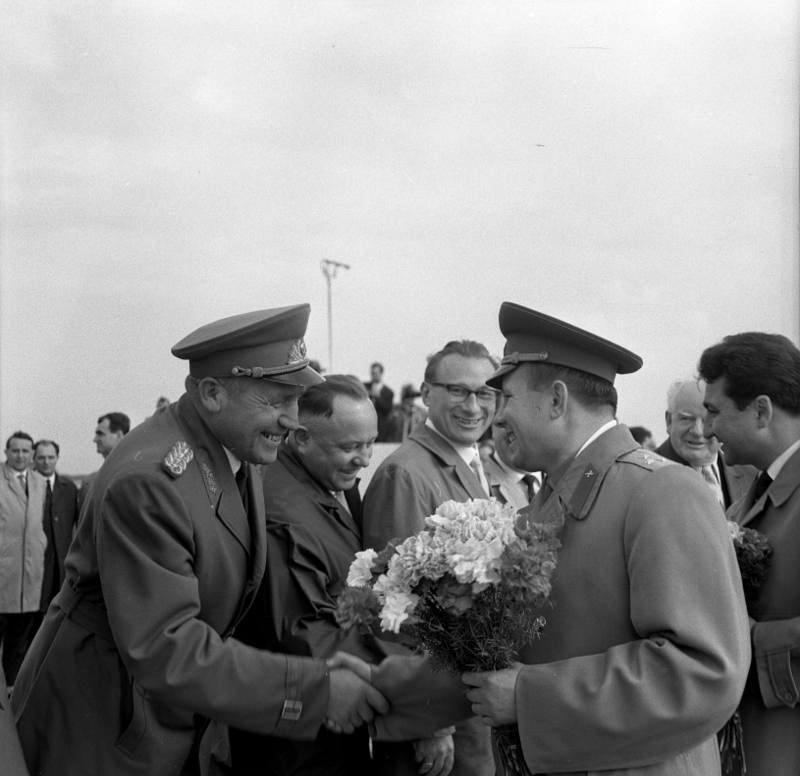
Министр Гофман приветствует Гагарина. Берлин, 6 мая 1965 года.

44. Германская Демократическая Республика.
Период: 6—11 мая 1965 года. 2-й визит.
6 мая вылетел в Германскую Демократическую Республику (ГДР).
Программа пребывания насыщенная, но главное — мероприятия в связи с двадцатилетием Победы.
11 мая возвратился в Москву.

### Франция (1965)

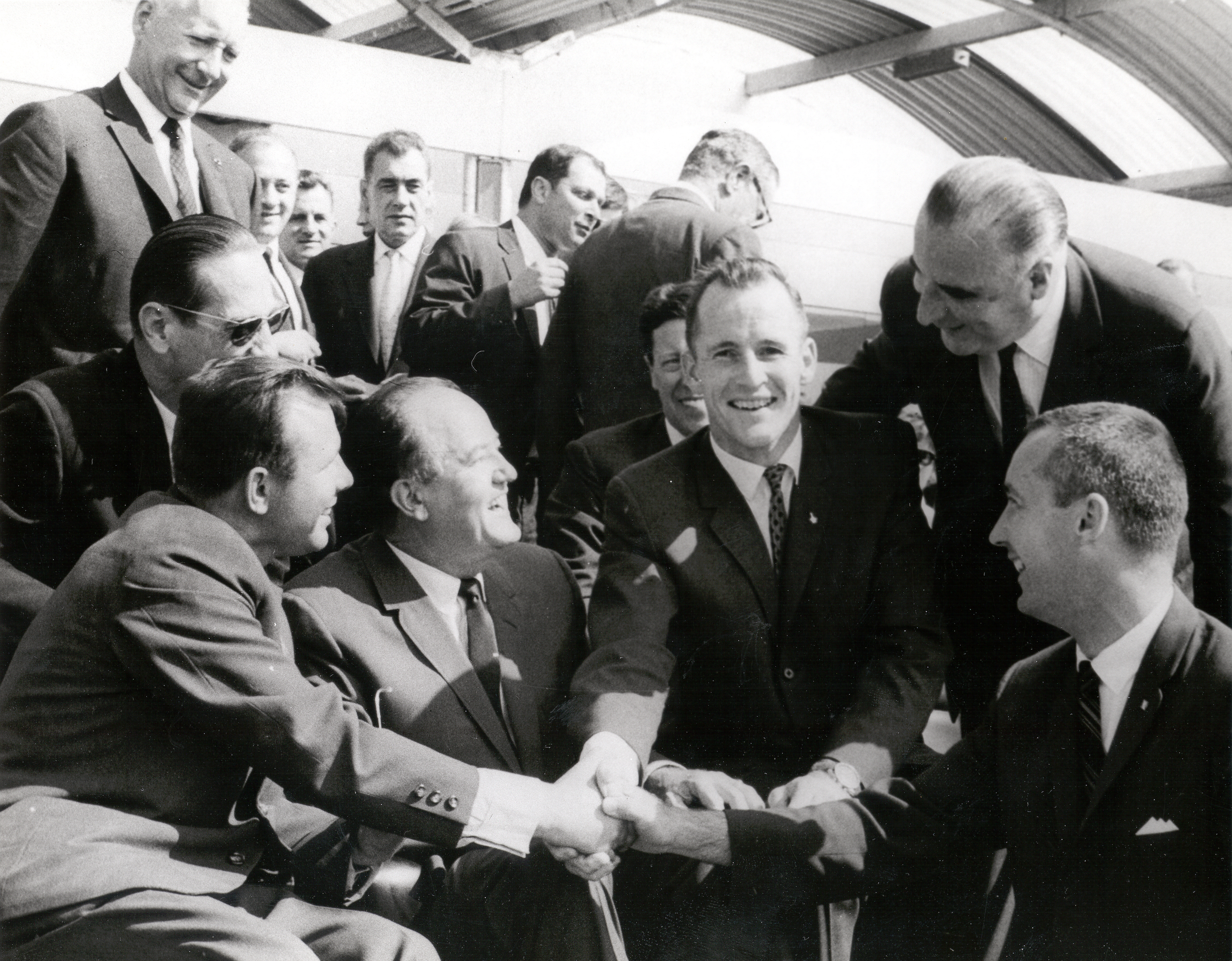
Встреча с экипажем «Джемини-4»; на снимке также присутствуют вице-президент Хьюберт Х. Хамфри и премьер-министр Франции Жорж Помпиду. Париж, июнь 1965 года.

45. Франция.
Период: 9—23 июня 1965 года. 2-й визит.
По приглашению Ассоциации французских инженеров и техников в области авиации и космонавтики (фр. Association Française des Ingénieurs et Techniciens de l'Aéronautique et de l'Espace).
9 июня группа советских космонавтов вылетела на 26-й Международный авиационный салон в Ле Бурже.
11 июня Гагарин совершил экскурсию по Парижу. Ознакомился с экспонатами Международной авиационной выставки в Ле Бурже. 12 июня выступил на пресс-конференции. 13 июня прилетел в Виши на кинофестиваль фильмов по авиационной и космической тематике. 15 июня подведены итоги кинофестиваля, Гагарин поздравил победителей. 16 июня началось турне по городам Франции. 20 июня в Клермон-Ферране Гагарин посетил тесты автомобилей «Формулы-1», где встретился с известным британским гонщиком Джимом Кларком и автомобильным конструктором Колином Чепменом. 21 июня встретился с работниками советского посольства во Франции. 22 июня совершил поездку по Парижу, побывал на Эйфелевой башне, посетил Лувр.
23 июня Гагарин возвратился в Москву.

### Франция (1967)
46. Франция.
Период: 23—30 сентября 1967 года. 3-й визит.
По приглашению Коммунистического молодёжного движения Франции на празднование 50-летия Октябрьской революции.
Поездка по стране, встречи, беседы с молодыми рабочими, крестьянами, студентами.

## Зарубежные визиты Юрия Гагарина в культуре
Зарубежным визитам Юрия Гагарина посвятили выпуски марок следующие страны:
- Чехословакия, 1961 (визит в Чехословакию в 1961 году);
- Шри-Ланка, 2011 (визит в доминион Цейлон в 1961 году);
- Венгрия, 1962 (первый визит во Францию в 1963 году);
- Германская Демократическая Республика, 1963 (первый визит в ГДР в 1963 году).